# パラキート
パラキート（parakeet）はたくさんの小型ないし中型のインコのうち、分類学的に無関係ないずれかの種類をさす言葉である。たいていのパラキートは長い尾羽根を持っており、南米産であったりアジアやオーストラリア産であったりするが、すべてのパラキートが長い尾羽根を持っているわけではない。
この言葉は説明的ではあるが、異なる種類のパラキート同士の実際の関係を意味しているわけではない。paroquet はいまでも時折目にすることのある古い正書法による綴りである。
ペットの世界ではそれよりは的確な用語としてコニュアも使われている。コニュアは長い尾羽根をもつ小型ないし中型のインコで、Aratinga属のほかにArini族のいくつかの属の鳥をさし、主に南アメリカ原産である。
ロンドンには30,000の野生のパラキートが生息している。

## 画像
"Parakeet"の名を持つ鳥たち

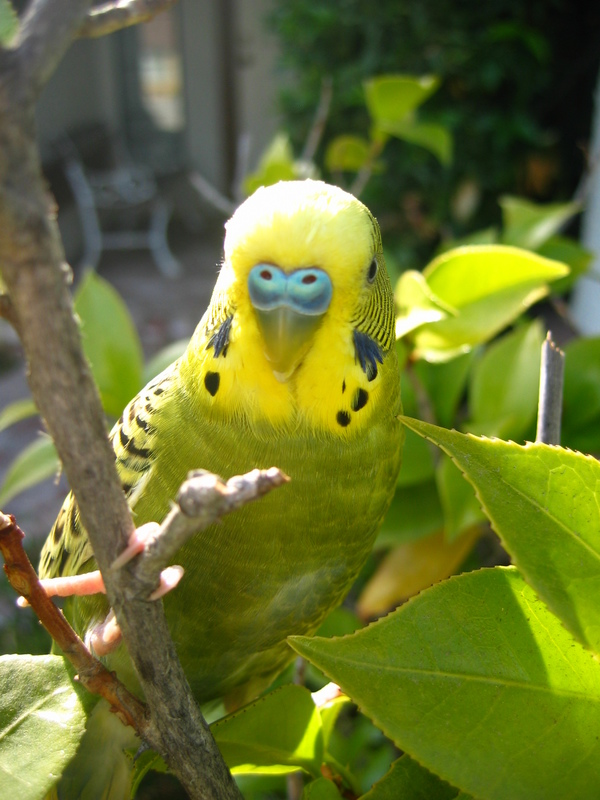
セキセイインコ 一般的なペットの小鳥
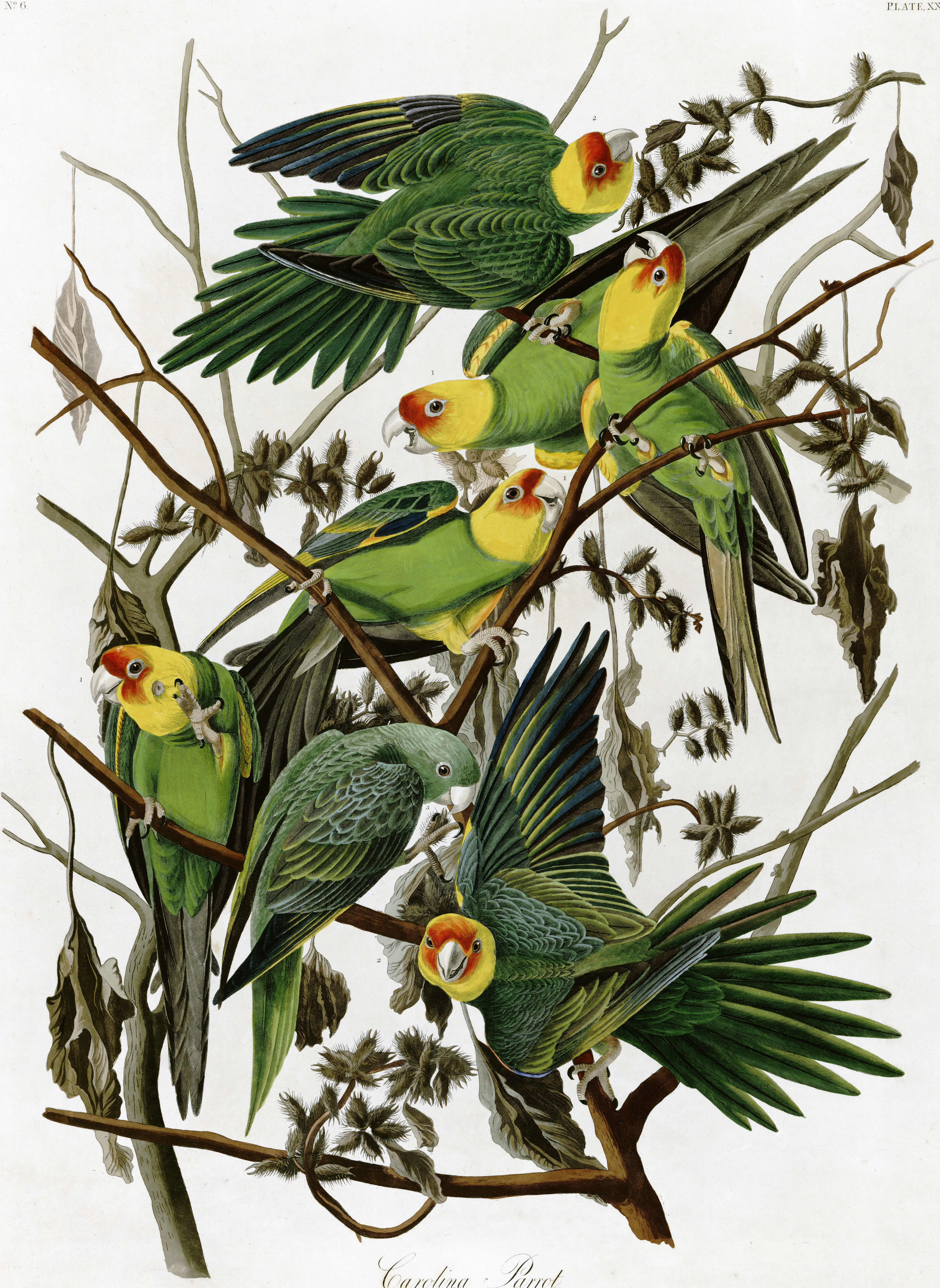
カロライナインコ Carolina Parakeet
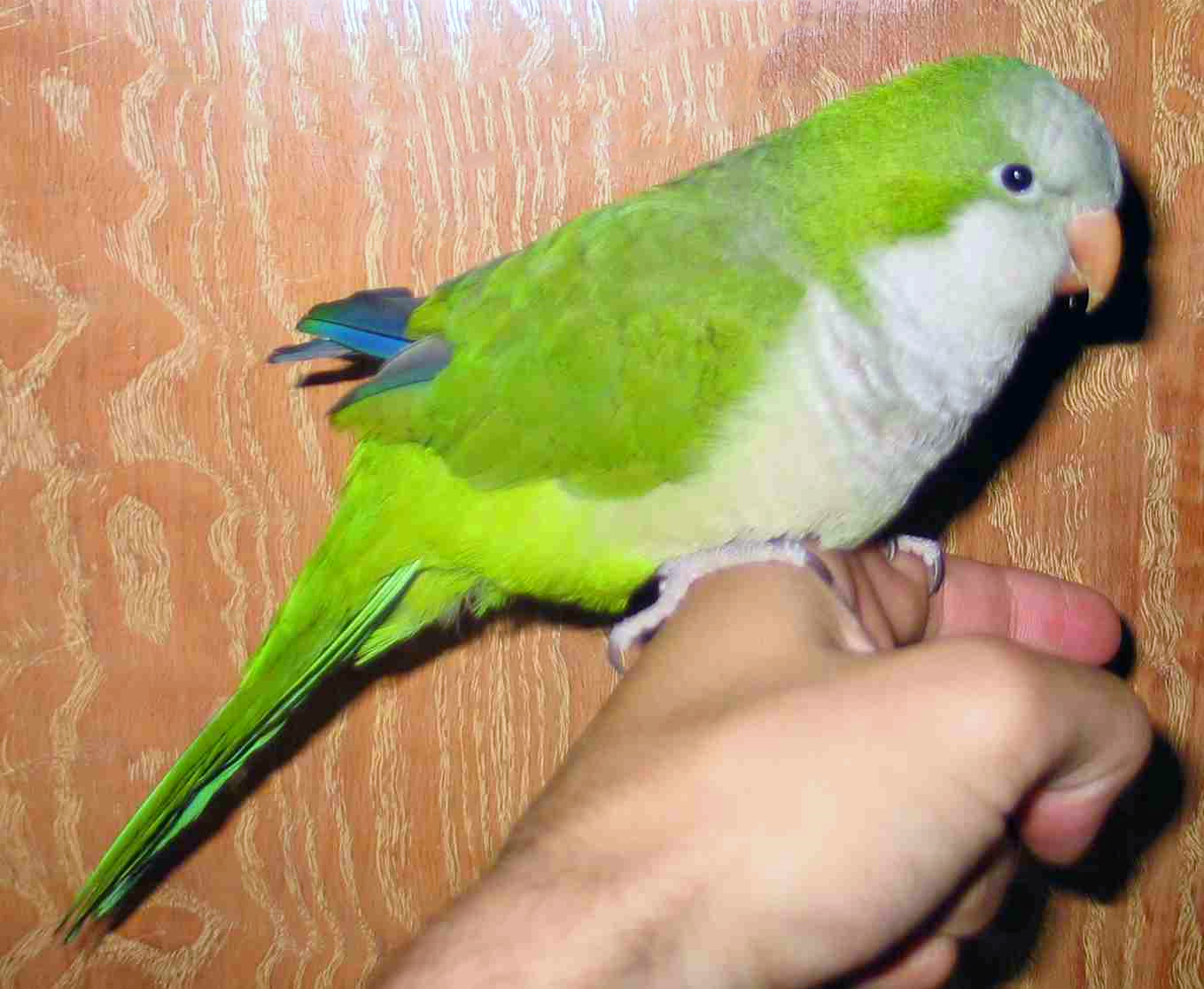
オキナインコ Monk Parakeet、Quaker Parrot とも
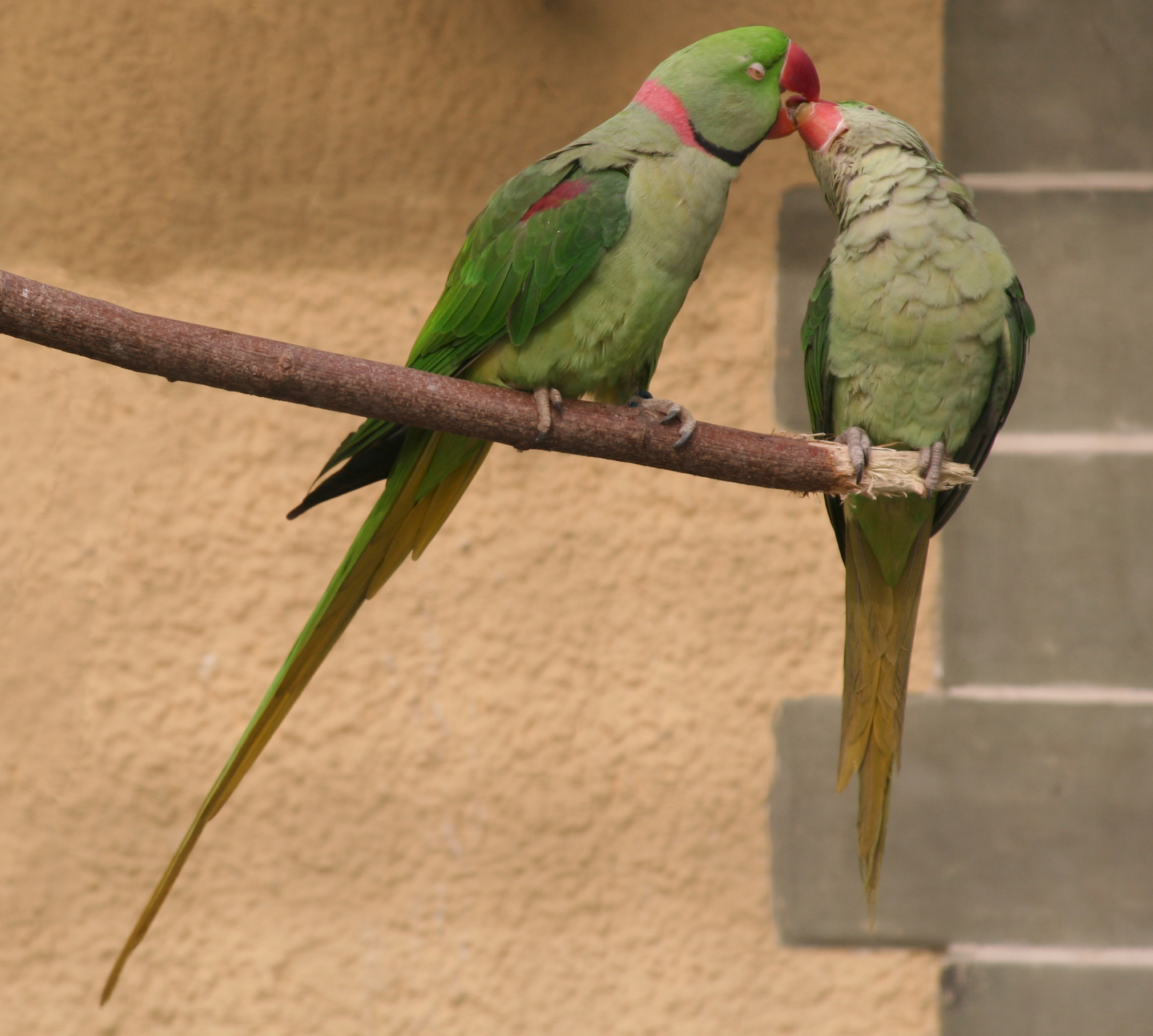
オオホンセイインコ Alexandrine Parakeet
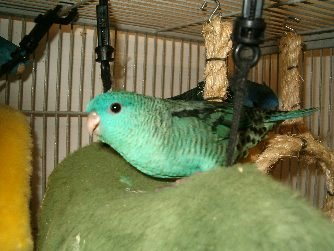
サザナミインコ Barred Parakeet
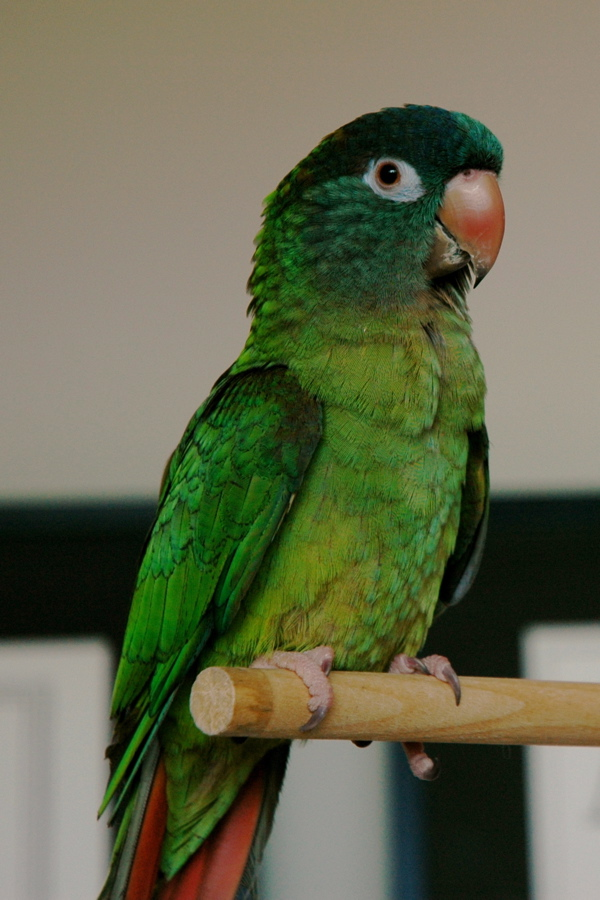
トガリオインコ Blue-crowned Parakeet、Blue-crowned Conure とも
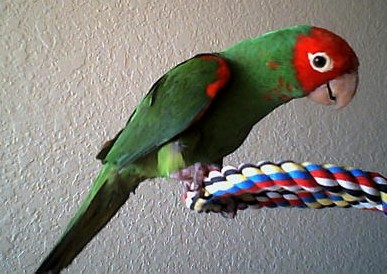
オナガアカボウシインコ Red-masked Parakeet、Cherry-headed Conure とも
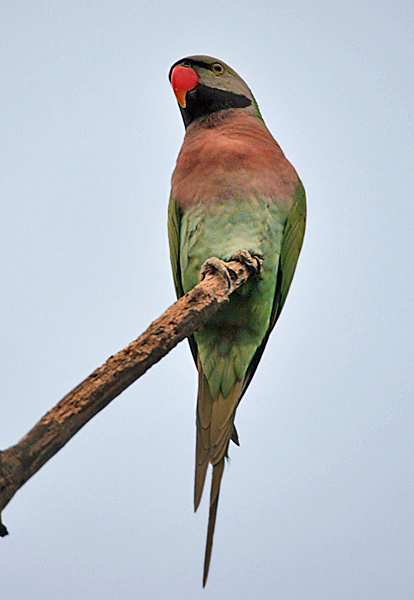
ダルマインコ Red-breast Parakeet
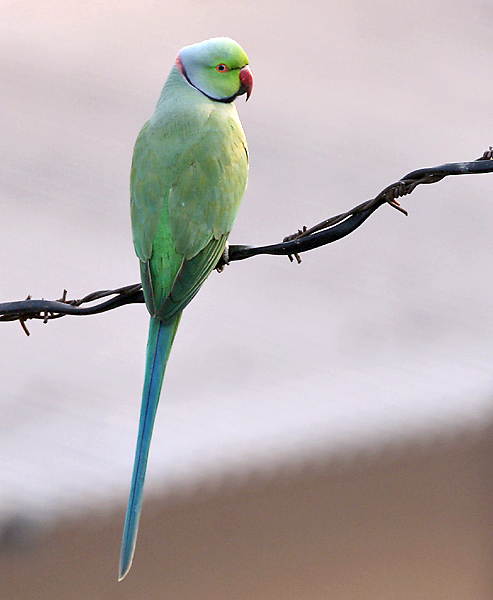
ワカケホンセイインコ Rose-ringed Parakeet 、Ring-necked Parakeet とも
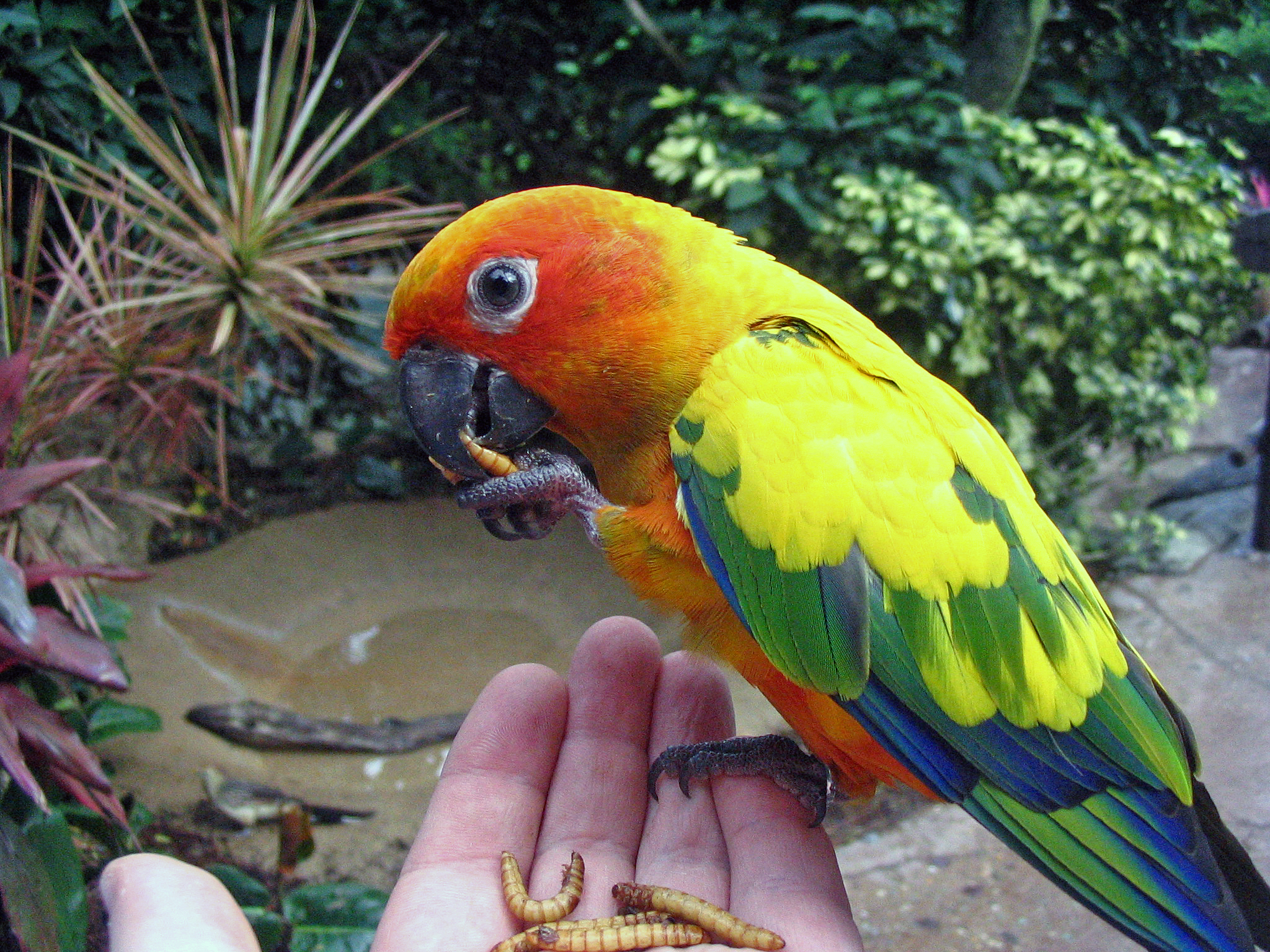
コガネメキシコインコ Sun Parakeet、Sun Conure とも